# Hicham Chérif
Mohamed Hicham Chérif (sinh ngày 1 tháng 1 năm 1992 ở Oran) là một cầu thủ bóng đá người Algérie thi đấu cho MO Béjaïa ở Giải bóng đá hạng nhất quốc gia Algérie.

## Sự nghiệp câu lạc bộ
Hicham Chérif từng thi đấu ở MC Oran mùa giải 2009-10.